# Membrana serosa
En anatomia i histologia, una membrana serosa (o serosa) és una membrana de teixit llis que consisteix en dues capes de mesoteli, que secreten un líquid serós. Es pot parlar de dos tipus de membranes seroses, encara que en realitat es tracta de la mateixa membrana amb diferent nom segons la posició que ocupi. Així, la serosa que entapissa una cavitat de manera similar a la pintura que recobreix les parets d'una habitació, s'anomena serosa parietal. Mentre que la serosa que entapissa els òrgans que es troben en aquesta cavitat, s'anomena serosa visceral.
El nom anatòmic llatí és túnica serosa. Les seroses recobreixen i tanquen diverses cavitats del cos, conegudes com a cavitats seroses, en les quals secreten un líquid lubricant que redueix la fricció degut al moviment. La serosa és completament diferent de l'adventícia, una capa de teixit connectiu que uneix les estructures en lloc de reduir la fricció entre elles. La membrana serosa que recobreix el cor i part del mediastí s'anomena pericardi, la que recobreix la cavitat toràcica i que envolta els pulmons s'anomena pleura, i la que recobreix la cavitat abdominopelviana i les vísceres s'anomena peritoneu.